# Per Barclay
Per Barclay (eigentlich Erik Atberg; * 17. November 1894 in Schweden; † um 1983) war ein schwedischer Darsteller in einigen Filmen.
Barclay wurde in fortgeschrittenem Alter für einige Rollen in Western verpflichtet, die zwischen 1969 und 1971 im spanischen Almería gedreht wurden, darunter El Condor, Valdez und Doc.

## Filmografie (Auswahl)
- 1970: El Condor
- 1971: Doc
- 1971: Matalo (…y seguian robandose el millon de dolares)
- 1971: Valdez (Valdez is coming)